# Izvar
Izvar (mađ. Vízvár) je pogranično selo u južnoj Mađarskoj.
Zauzima površinu od 17,12 km četvornih.

## Zemljopisni položaj
Nalazi se na 46° 5' 23" sjeverne zemljopisne širine i 17° 13' 47" istočne zemljopisne dužine, 50-200 m istočno i sjeveroično od rijeke Drave i granice s Republikom Hrvatskom, nedaleko od dijela gdje Mađarska prelazi Dravu, kod starog meandriranog toka. Najbliža naselja u RH su Ferdinandovac i Novo Virje.
Belovarje 2 km sjeverozapadno, Aromec je 7,5 km istočno-sjeveroistočno a Rasinja je 3,5 km jugoistočno.

## Upravna organizacija
Upravno pripada Barčanskoj mikroregiji u Šomođskoj županiji. Poštanski broj je 7588. U Izvaru djeluje jedinica hrvatske manjinske samouprave.

## Promet
Sjeveroistočno od sela prolazi željeznička prometnica Velika Kaniža-Pečuh. U selu se nalazi željeznička postaja.

## Stanovništvo
Izvar ima 682 stanovnika (2001.). Većina su Mađari. U selu još živi nešto Hrvata i Roma. Mjesni Hrvati su iz skupine podravskih Hrvata.

## Vanjske poveznice
- (mađ.) Somogyi falvak  Arhivirana inačica izvorne stranice od 18. svibnja 2006. (Wayback Machine)
- (mađ.) Vállalkozási övezet
- (mađ.) Izvar
- (mađ.) Grb Izvara  Arhivirana inačica izvorne stranice od 22. siječnja 2013. (Wayback Machine)